# Jaffna
Jaffna, Yalpanam ou Yaazh (en tamoul : யாழ்ப்பாணம், Yāḻppāṉam, en cingalais : යාපනය, Yāpanaya) est la capitale de la Province du Nord du Sri Lanka. Nallur, qui fait partie de la grande Jaffna (greater Jaffna) a autrefois servi de capitale au Royaume de Jaffna, établi par la dynastie tamoule des Arya chakravartis. Elle fut considérée comme la capitale culturelle des tamouls sri-lankais.
La ville est située au nord du Sri Lanka, à 400 km de Colombo et proche de l'Inde du Sud. C'était la seconde ville en importance du pays jusqu'à une période récente. Bien que la majorité de sa population soit constituée de Tamouls sri-lankais, elle abrite également une minorité de Maures sri-lankais (musulmans) et des descendants des Portugais (catholiques). La majorité des musulmans sri lankais ont été expulsés de Jaffna par le LTTE durant les années 1990 car ils se retournaient contre leurs origines.
Ce conflit a mené à la désertification de la ville qui abrite désormais une population exclusivement tamoule.
La ville possédait un port important. Aujourd'hui ensablé, il n'est plus utilisé que par des pêcheurs.

## Étymologie
Dans la langue tamoule, Jaffna se dit Yalpanam. Son nom est dérivé de Yal et Panam signifiant respectivement harpe et ville/terre et fait référence à une ancienne légende. Elle raconte qu’un luthiste aveugle aurait reçu cette terre en guise de récompense par un roi. Dans la langue singhalaise, Jaffna se dit « Yapanaya ».
Son nom peut également être un raccourci du nom singhalais Yapa Patuna, un port important situé depuis les temps médiévaux (Yalpana Pattinam en tamoul).
Le mot Jaffna (yaalpanam) est utilisé pour désigner la nouvelle ville construite par les portugais en 1619, aussi bien que pour désigner la grande Jaffna (incluant l'ancienne ville de Nallur), 

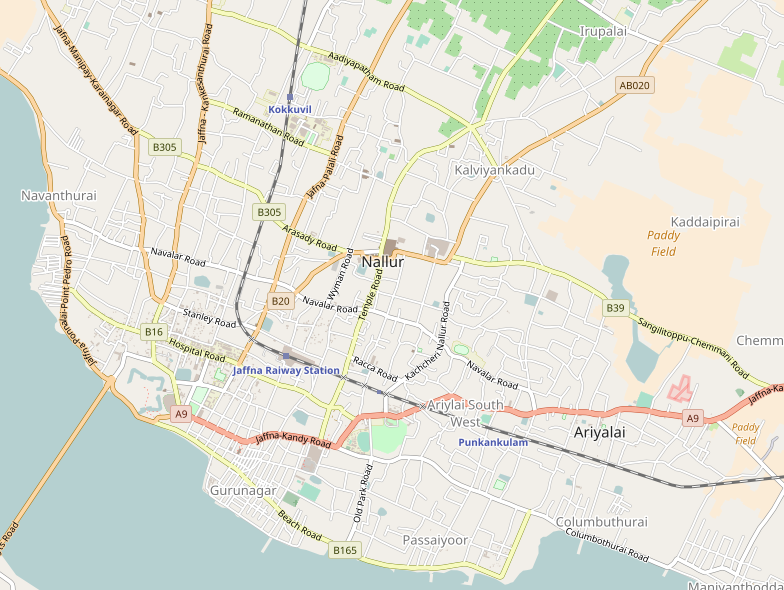
La Grande Jaffna, incluant la nouvelle ville, l'ancienne ville de Nallur et leurs banlieues

## Histoire

### Les références écrites
Jaffna a une histoire écrite de plus de 2000 ans. Outre le Mahavamsa et le Culavamsa, le Yalpana Vaipava Malai (en), le Kailaya Malai et l’Irasamurai contiennent des faits historiques liés à Jaffna. Le canon pali de l’Abitta Jataka fait référence à une visite du sage Brahime Akitta (Agastya) de l’île de Kara à côté de Nagadipa, actuel Karaithivu ou Karainagar. L’une des cinq grandes épopées de la littérature tamoule, le Manimekalai (en), fait allusion à un lieu appelé Manipallavam qui pourrait être Jaffna. Les ruines archéologiques de Kantarodai pourraient confirmer cette référence littéraire.
Le Manimekalai parle d’une visite de Bouddha à Jaffna. Le Mahavamsa fait également mention de Bouddha utilisant ses pouvoirs (Siddhi) pour visiter Jaffna par les airs. Il aurait alors résolu un différend entre les chefs Naga à propos d’un bijou et introduit le bouddhisme. Le livre fait référence au port de Jambukola Pattuna, connu désormais sous le nom de Sambalturai, d’où les bateaux partent vers l’Inde.

### 1215-1624: Royaume de Arya Chakravarti

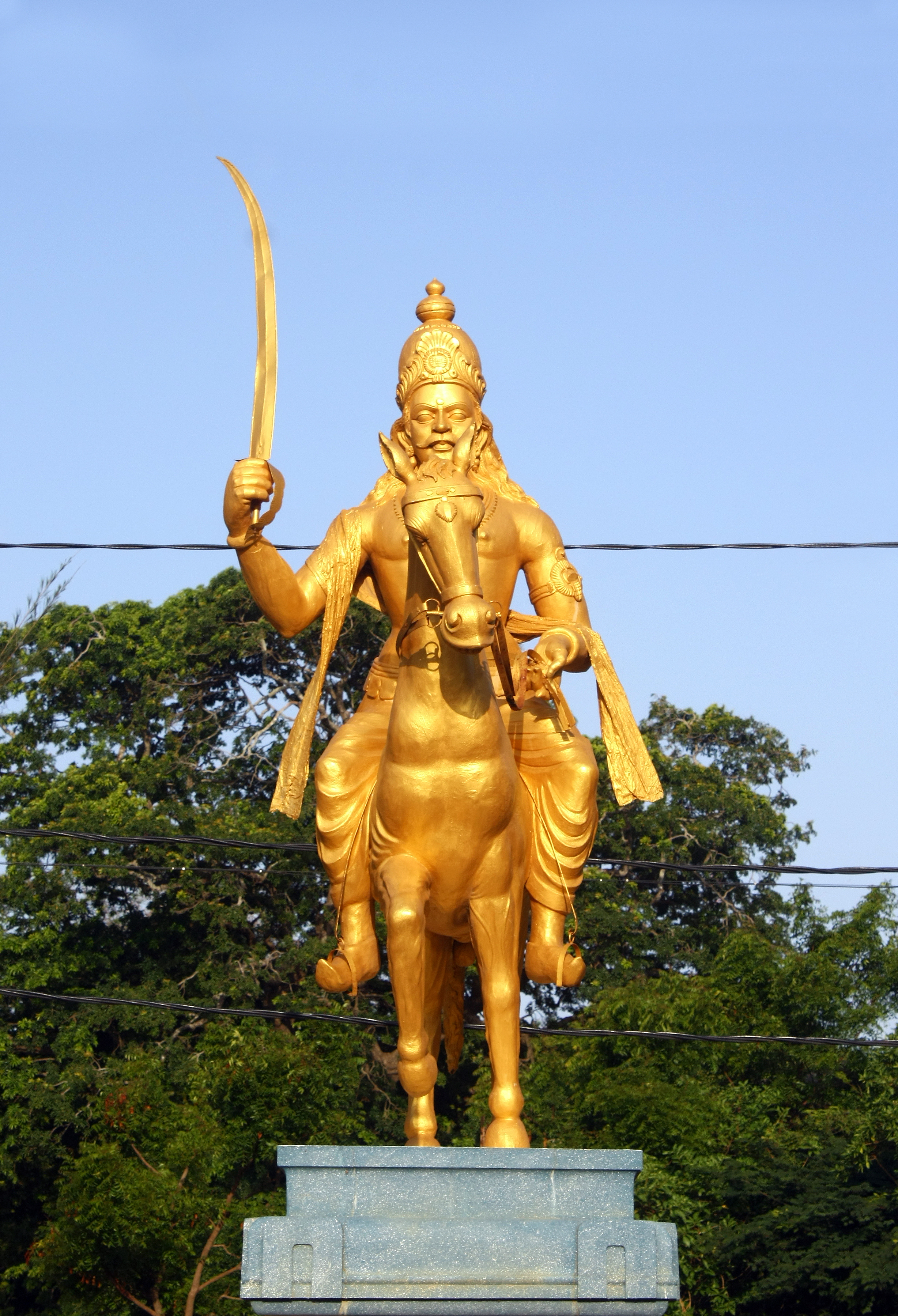
Le roi Cankili II de Nallur, dernier roi de Jaffna

Dans l’histoire de Jaffna, le XIIIe siècle constitue une étape importante : création d’un royaume indépendant tamoul ayant la péninsule de Jaffna pour capitale. La création de ce royaume est attribuée à la dynastie Ârya Chakravarti qui régnera de 1215 à 1619, soit près de quatre siècles. Les événements politiques de l’époque ont amené à considérer le royaume de Jaffna comme étant le royaume tamoul. Le royaume entre souvent en conflit avec les autres royaumes de l’île durant le règne des Arya Chakravarti.
Le royaume de Jaffna a été créé à la suite de l’invasion de Magha de Kalinga (Inde orientale) aussi appelé Kulankai Chakravarti, Singai Aryan ou Vijaya Kulangai. Certains historiens disent que le nom « Kulangai » vient du fait que « Kalinga » était souvent mal orthographié en  « Kulangai » faisant référence à  un défaut dans son bras. Un grand général et ministre sous l’empire Pandya, il a utilisé ses talents pour créer une capitale à son royaume, Jaffna. Vijaya Kalinga Singai Aryan devient ainsi le fondateur de la dynastie Arya Chakravarti, rois de Jaffna.
Sous cette dynastie, le royaume de Jaffna sera d’abord tributaire de l’empire Pandya jusqu’en 1258, le centre du pouvoir dominant de l’île notamment jusqu’au début de XIVe siècle, et dominé par le royaume de Kotte de 1450 à 1467. Une fois libéré du royaume de Kotte, les dirigeants se concentreront sur la consolidation des potentiels économiques de Jaffna en maximisant les revenus issus des terres et des exports de perles et d’éléphants. Le royaume de Jaffna était alors le moins féodal de l’île. Cela a permis l’essor d’une importante littérature locale tamoule, la construction de temples hindous ainsi qu’une académie de promotion de la langue tamoule.
Mais l’arrivée des Portugais en 1505 et la position stratégique de Jaffna dans le détroit de Palk reliant tous les royaumes de l’île au sud de l’Inde créèrent des tensions politiques. Le dernier roi à s’opposer à la force coloniale portugaise est Cankili II (1617-1619), un usurpateur de trône. Il sera vaincu en 1619 et mettra fin à l’existence indépendante  du royaume.
Le port de Jaffna était sur l’ancienne route de la soie venant de Chine. Marco Polo a décrit de manière réaliste les divers aspects de la vie à Jaffna. Il a notamment emprunté cette route avec une princesse chinoise, fille de Kubilai Khan, future femme du roi perse. Jaffna était la route la plus sûre pour cette traversée.

### 1619-1658: Colonisation portugaise
Après 400 ans d’indépendance, Jaffna tomba sous domination portugaise en 1621. Les Portugais capturèrent le roi Sankili Kumaran et ses fils et les amenèrent à Goa (Inde). Après un procès truqué, les Portugais le condamnèrent pour trahison et pendirent le roi et ses fils. Ils encouragèrent également les membres de la famille royale à devenir des moines et des nonnes afin d’éradiquer la lignée du roi. Cela mit fin au seul royaume indépendant tamoul de l’île. Durant leur présence, les Portugais ont construit un fort et des douves autour. Sous la domination portugaise, Jaffna perdit de l’influence, les populations étaient affamées et ont dû fuir soit vers l’Inde soit vers l’intérieur des terres.
Ce sont les portugais qui ont fondé la nouvelle ville de Jaffna, organisée autour du Fort de Jaffna.

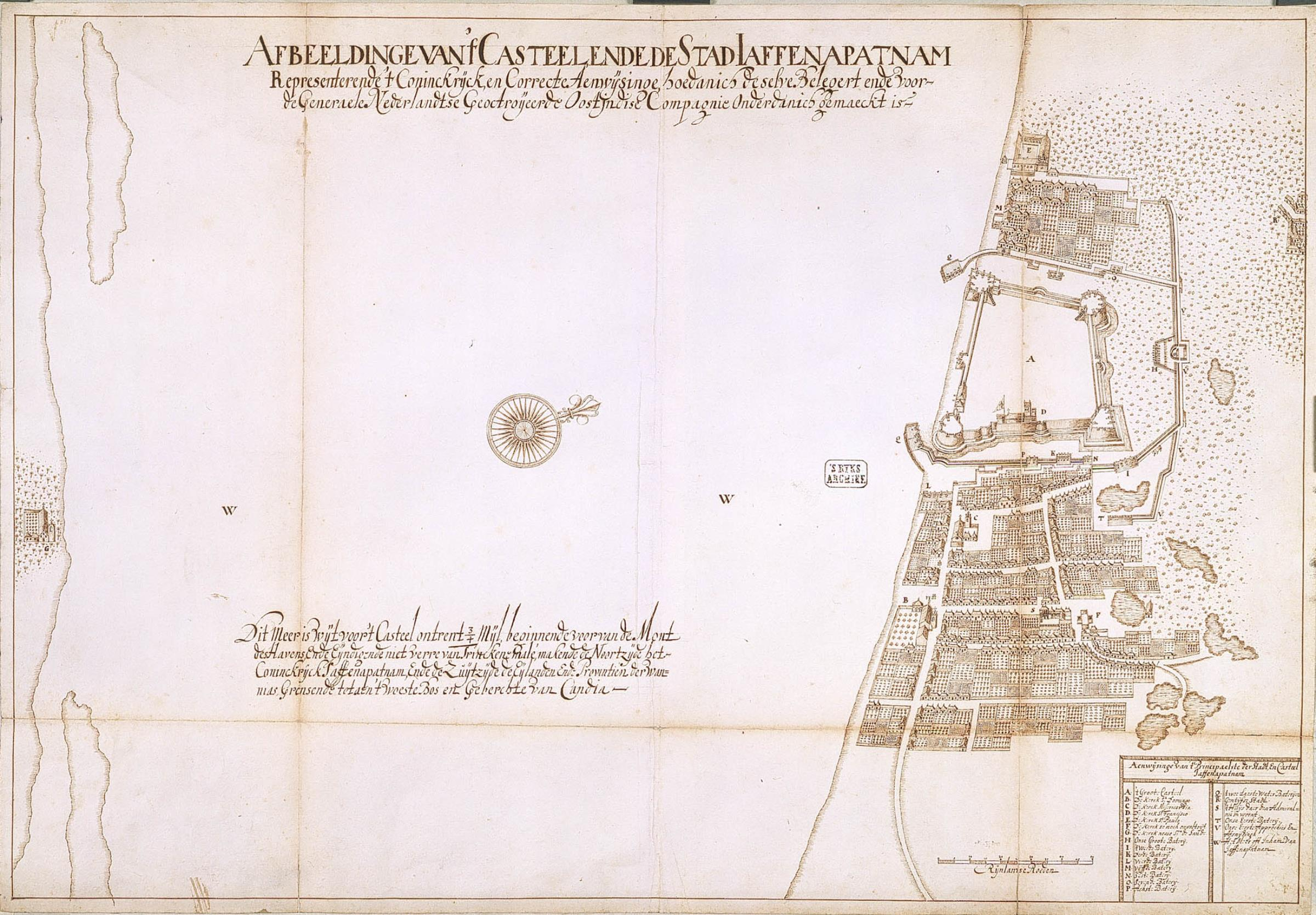
Carte néerlandaise de la nouvelle ville de Jaffnapatnam, réalisée autour de 1658.

### 1658-1796: Colonisation hollandaise
Les Tamouls et le royaume de Kandy collaborèrent et conspirèrent avec les dirigeants hollandais de Batavia (aujourd’hui Jakarta en Indonésie). L’invasion hollandaise en provenance de Batavia apporta la liberté de religion aux Tamouls et aux musulmans. Les Hollandais régnèrent durant près de 150 ans. Les tamouls de Jaffna utilisent beaucoup de mots empruntés au portugais et au hollandais, une grande influence culturelle résiduelle est également à remarquer.
Durant la colonisation hollandaise, les îles du détroit de Palk sont renommées d’après des villes hollandaises telles que Delft, Middelburg, Leiden ou Rotterdam. Le prêtre hollandais Philippus Baldeus a écrit un grand livre, semblable au Mahavamsa, sur Jaffna et sa culture. Il a été publié accompagné d’illustrations en hollandais et allemand. Une pierre de granite au Point Pedro Market Square porte toujours une inscription indiquant l’endroit où le révérend Baldeus prêchait aux Tamouls.

### 1796-1948: Colonisation britannique
Sous le Traité d’Amiens, tous les territoires maritimes hollandais sont rattachés à la couronne britannique. Cela incluait ce qui est aujourd’hui le district de Jaffna. En 1815, le royaume de Kandy devient britannique avec la signature de la Convention de Kandy.
La domination britannique débuta en 1798. De nombreux établissements éducatifs furent créés pour apprendre l’anglais à la population locale. Les tamouls de Jaffna obtinrent des postes importants dans les institutions gouvernementales. À cette époque, les missionnaires américains et anglicans étaient en compétition avec les missionnaires catholiques pour construire des églises et des écoles dans chaque coin de la ville.
Le comité de l’éducation hindoue construisit son propre réseau d’écoles. De nombreuses écoles supérieures et une éducation occidentalisée devinrent la caractéristique principale de Jaffna.

### 1979-2009: Le conflit ethnique
À cause de la guerre civile, la ville a été le témoin de graves massacres, de nombreuses disparitions de civiles et d’une détérioration des droits de l’homme.
En juin 1981, la bibliothèque municipale de Jaffna a été incendiée par une foule constituée de cinghalais et de policiers cinghalais. Cet épisode fait suite à l’incident (un des événements initiateurs de la guerre civile) qui a conduit à l’assassinat de deux officiers de police (un cinghalais et un tamoul srilankais) par un groupe indépendantiste tamoul. La bibliothèque a été rénovée par le gouvernement du Sri Lanka en 2003.
En 1989, la ville passe sous le contrôle de l’armée indienne qui le cédera au gouvernement au moment de se retirer de l’île. De 1992 à 1995, la ville était le bastion des LTTE (Tigres de Libération de l’Eelam Tamoul).
La guerre civile a conduit au déplacement de milliers d'habitants et a mené à une réduction drastique de la population de la ville. La population a soit fui vers l’intérieur des terres soit vers les pays étrangers. Selon le recensement de 2001, la population municipale s’élèverait aux alentours de 145 600.
En mai 2009, l’armée sri lankaise met fin à cette guerre dans un bain de sang qui coûtera la vie à près de 20 000 personnes, de source ONU.

### Depuis la fin de la guerre
La ville est encore relativement militarisée, mais est « sortie » de ses périodes troubles. Jaffna et sa région connaissent ses dernières années l'intérêt et les investissements croissants du gouvernement indien, qui a notamment remis en état l'aéroport de la ville, où il y subventionne la première ligne aérienne commerciale internationale depuis sa réouverture, à destination de Madras ou Chennai. Il a aussi construit et financé un grand centre culturel, le Jaffna Cultural Centre, à côté de la bibliothèque publique, et mis en place une ligne de ferry entre la péninsule et le continent, depuis le port de Kankesanthurai.

## Démographie
En 2012, la ville de Jaffna est peuplée en 88 138 habitants. La grande majorité (85 %) de la population de Jaffna est hindoue shivaïte. Le reste de la population est principalement constitué de catholiques ou de protestants dont certains sont des descendants d’anciens colons.
Les Tamouls sont divisés en castes avec notamment la caste majoritaire des fermiers (Vellars) dominant les terres et la caste « maritime » (Karaiyar) dominant les côtes. Ces castes se composent de sous-castes. Les premiers sont considérés supérieurs aux seconds (système hindou des varnas) du fait du travail ancestral de pêcheurs des seconds.
Le tamoul est la langue la plus parlée à Jaffna, à la fois dans sa forme dialectale spécifique à la région, ou tamoul de Jaffna, et sa forme standardisée sri-lankaise. Le singhalais est parlé par moins de 1 % de la population et l’anglais est largement compris et parlé dans toute la ville. Le tamoul est la langue officielle et administrative de la province du nord du Sri Lanka.

## Culture

### Fêtes
La grande majorité des tamouls de Jaffna sont de culture tamoule sri-lankaise. Les fêtes hindoues comme le Pongal (fête des moissons, 14 janvier),puthaandu (le nouvel an tamoul, avril), Deepavali, Navarathri et Shivarathri sont célébrés.

### Arts
La danse traditionnelle tamoule est appelée « Koothou ». C’est une variété du théâtre dramatique. « Karthavarayan Koothou », « Sangiliyan Koothou » et « Poothaththambi Koothou » sont quelques célèbres Koothou. Le « Poothaththambi Koothou » est joué depuis les époques de la colonisation hollandaise.
Ces arts illustrent souvent les valeurs historiques de la communauté tamoule et visent à divertir avant tout. Le « Villupatou » est l’un des arts populaires tamouls. « Oyilattam » est une sorte de danse prédominante dans la péninsule de Jaffna. La musique (musique carnatique) et la danse (bharata natyam) du sud de l’Inde sont largement répandues à Jaffna.

### Littérature

#### Ancienne
Le poète Eelattu Poothanthevanar est mentionné dans l’ancien « Tamoule Sangam » à Madurai. Il venait probablement du nord du Sri Lanka, probablement (théorie encore en étude) de Jaffna. Le chef Nalliyakodan de Mantai (Mannar aujourd’hui) a sponsorisé plusieurs poètes auteurs de « Sangam ».
Koumanan, un autre chef de Kouthiramalai, aurait également sponsorisé des poètes. Toutefois leurs identités sont mises en doute encore aujourd’hui (discuté dans « Ancient Jaffna », Mudaliyar C. Rasanayagam's).
De rares manuscrits d’astronomie et d’Ayurveda ont également été retrouvés.

#### Moderne
Arumuga Navalar (1822-1879) de Nallur a contribué au développement de la prose moderne tamoule et à la restructuration de la langue tamoule. Il a traduit la Bible en tamoul et a fait de nombreuses recherches sur la doctrine hindoue. Navalar était pionnier dans les réformes religieuses de la société hindoue de Jaffna.
C. W. Thamotherampillai, autre natif de Jaffna, est l’un des deux premiers diplômés de l’université de Madras en 1858 et contribua aux études de la langue tamoule.
Dr Ananda Coomaraswamy, né en 1877, contribua à l’étude de l’art indien dans son contexte social.
Mallikai, Sudar, Samar, Siriththiran, Alai et Kathambam sont quelques-uns des magazines publiés dans les années 1970. Beaucoup d’entre eux ont disparu à cause des tensions ethniques des années 1980.

### Média
Le premier journal de Jaffna, Uthayatharakai (Étoile du Matin) a été publié en 1841 par C. W. Thamotherampillai. Dans les années 1940, les quotidiens sont devenus courants : Eelakesari et Virakesari en 1930, Thinakaran en 1932, et Bharati et Marumalarchi en 1946.
Actuellement peu de journaux sont publiés à cause la situation politique.

## Économie

### Les secteurs d’activités économiques
Les produits de la mer, l'oignon rouge et le tabac ont longtemps constitué les principaux produits de Jaffna. Avant la guerre civile, Jaffna était le siège d’industries de produits ménagers, d’emballages et alimentaires pour l’export principalement. La majorité des magasins et des usines sont désormais abandonnés ou fermés.
L’économie actuelle de Jaffna doit faire face à  l’instabilité des relations avec le sud. Les prix sont relativement élevés par rapport au sud. Le commerce est la seule activité économique actuellement.

### Tourisme

#### Une ville rouverte au public depuis peu
Jaffna est située à 398 km au nord-est de Colombo. La fin officielle de la guerre civile, en mai 2009, permettra un développement rapide du tourisme dans cette région épargnée par l'urbanisation massive depuis trois décennies.

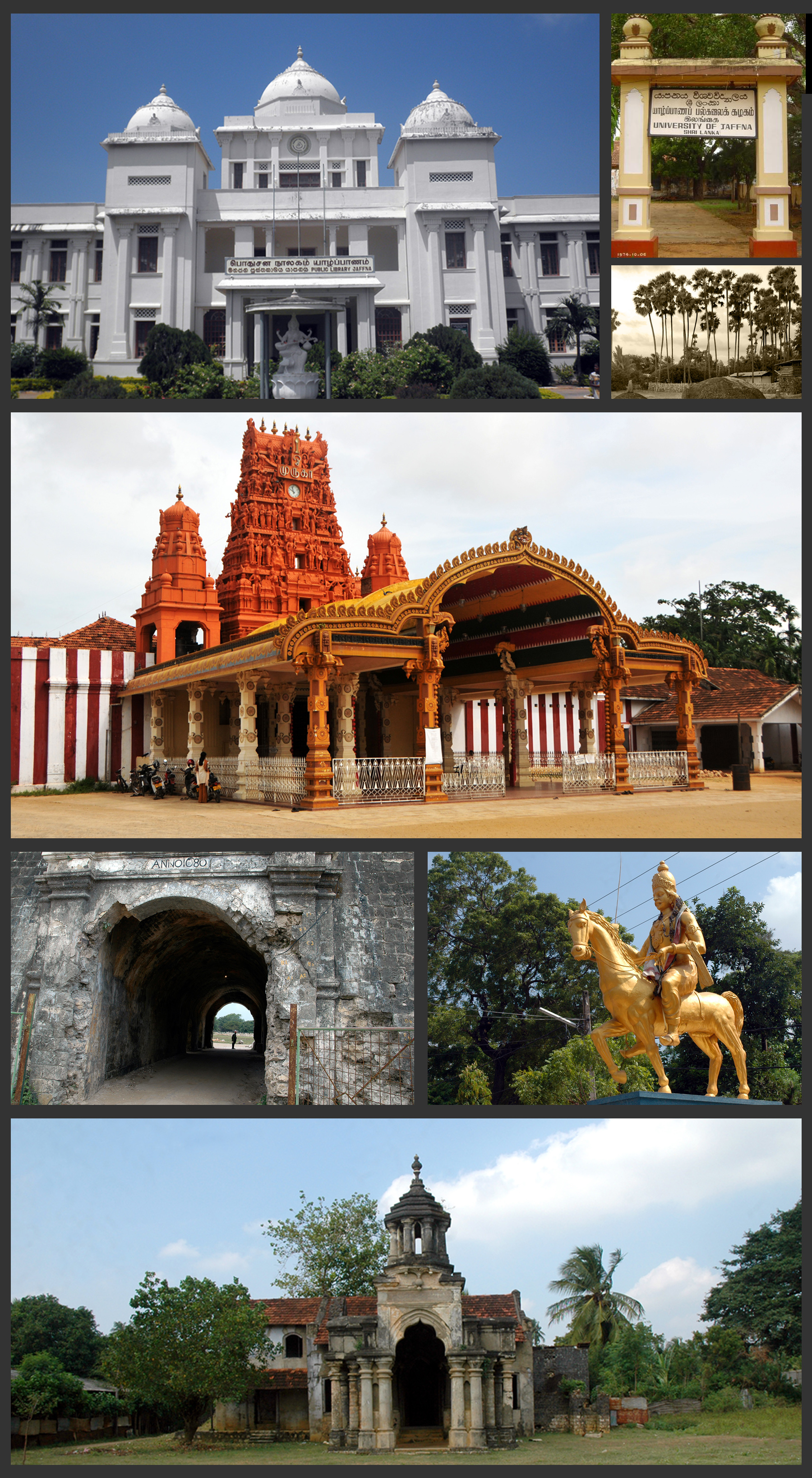
de haut en bas, de gauche à droite: bibliothèque de Jaffna,université de Jaffna, Kantharodai,
Temple de Nallur,
Fort de Jaffna, statue de Sangili
Mandri manai

La ville qui était soumise à des restrictions, a été totalement rouverte au public en 2015. Depuis, le tourisme ne fait qu'augmenter dans la ville.

### à faire et à voir
Comme tout lieu touristique, Jaffna a beaucoup d’atouts. De son histoire riche aux traditions culturelles colorées, de ses paysages uniques aux mangues délicieuses et d'autres spécialités.
Le nom original de Jaffna était Yalpanam et son histoire date au moins du IIe siècle av. J.-C. Jaffna a fait face à beaucoup d'invasions de l'Inde, du Portugal au début des années 1600, ensuite de la Hollande au milieu des années 1600, les Anglais au XVIIIe siècle et la guerre civile du XXe siècle. Tous ces événements ont dessiné le visage actuel de Jaffna.
Jaffna mérite plus qu'une visite passagère pour vraiment apprécier tout ce que la ville et les villages aux alentours peuvent offrir. La ville abrite de nombreux bazars, de marchés de poissons, de monuments religieux et des bâtiments d’architecture coloniale.
Le monument religieux le plus visité de Jaffna est le temple (kovil en tamoul) de Nallur Kandaswamy consacré au dieu Murugan. Pendant les mois de fêtes, juillet/août, des milliers de fidèles viennent en masse adorer Murugan. Cette fête donne lieu à une procession à travers la ville avec des fidèles portant des kavadis et ayant le corps transpercé avec des crochets et des lances. Cela ne semble leur causer aucune douleur et constitue un acte de foi et d'expiation. En plus de nombreux temples hindous, on trouve dans Jaffna quelques temples bouddhistes, et un certain nombre de lieux de culte chrétiens, témoins du passé colonial portugais et hollandais.
La bibliothèque de Jaffna est un bâtiment blanc imposant construit dans le style indo-sarracénique près de l’ancien fort hollandais. La bibliothèque originale a été brûlée par la foule en 1981. Ce que l'on a considéré comme l’une des meilleures collections de l'Asie du Sud est parti alors en fumée. Il y avait de nombreux manuels irremplaçables et des manuscrits sur feuilles de palmiers. La nouvelle bibliothèque a ouvert ses portes en février 2004 et rassemble une nouvelle collection de livres issus notamment de donations.
Le fort de Jaffna, construit tout d'abord par les portugais en 1619 puis agrandi par les hollandais est aussi une attraction touristique majeure de la ville.
D'autres sites intéressants autour de Jaffna comprennent la statue de Changili, le dernier roi de Jaffna. Au XVe siècle, il a combattu les Portugais à leur arrivée. Il a été enlevé par les Portugais et envoyé à Goa où il a été exécuté. Près de la statue, on peut voir quelques restes de l'ancienne capitale Nallur. Il y a un petit bassin, Yamuna eri, où la reine avait l'habitude d'aller nager. Le seul vestige du palais est  une voûte visible aux alentours. Un point intéressant d'excursion est Mandri Manai, la résidence du ministre. Quelques experts disent qu'il a été construit par Changili, mais d'autres disent qu'il a été construit ou modifié par les Hollandais. Il y a apparemment un escalier à l'arrière du bâtiment menant à un cachot ou à une cave imposante!
Il faut également profiter de l’excellente, mais épicée, gastronomie locale. Il faut notamment goûter les célèbres crevettes, les dosais (souvent servis sur une feuille de banane dans les petits kades alimentaires locales), les jaggerys et les vadais. Le vadai est une spécialité tamoule traditionnelle faite de grain de maïs, de lentilles et d'épices, frite à l'huile, et normalement servie avec des piments séchés.
Jaffna est également célèbre pour les mangues. Il existe de nombreuses variétés, aussi délicieuses les unes que les autres.

## Éducation
Jaffna est considéré comme la zone la plus lettrée du Sri-Lanka (90,7 % en 2001). Depuis les années 1970, la loi limite le nombre d’étudiants issus d’autres régions. De ce fait, la création de l’université de Jaffna en 1974 a facilité la scolarisation des étudiants de la province de Jaffna.
Le missionnaire wesleyen Peter Percival a contribué à l’ouverture de nombreux lycées à Jaffna, notamment Jaffna Central College, Hartley College, Vembadi Gilrs College et la Methodist Girls High School.
La première traduction de la Bible en tamoul a été réalisée par le père Peter Percival et Arumuka Nalavar.
Le lycée Jaffna Hindu College est le plus important de Jaffna. Cet établissement a été ouvert par une association hindoue en 1890. Le conseil d’éducation hindoue a mis en place un réseau de subventions pour faciliter la scolarisation.

## Transport
La ville est desservie par la ligne de chemin de fer de la Northern Line (Sri Lanka Railways) et le réseau de bus gouvernemental (SLTB). La ligne ferroviaire est notamment empruntée par la Yal Devi, un train express prenant terminus en Gare de Jaffna. À 16 km au nord de Jaffna se trouve l'aéroport de Jaffna.

## Personnalités
- Kalamogan (1960-), poète ;
- Père Thomas - de son vrai nom Anthonipillai. Né le 7 mars 1886, à Padiyanthalvu, village aux alentours de Jaffna et décédé le 26 janvier 1964 à Jaffna. Prêtre des Oblats de Marie-Immaculée ou OMI. Fondateur de la congrégation contemplative des Rosairiens, pionnier des ashrams chrétiens -  le moine fou de Tholagatty ;
- Mgr Alfred Guyomard, prélat français membre des Oblats de Marie-Immaculée (OMI). Né à Erquy le 14 octobre 1884, ordonné prêtre en 1902, sacré le 9 mars 1924 évêque de Jaffna, transféré au siège d'Assava (aujourd'hui Hammam Guergour en Algérie) le 4 septembre 1950, décédé le 27 février 1956 à Colombo[2] ;
- Rajani Thiranagama (1954-1989), militante des droits des femmes[3] ;

## Jumelages
- Sterling Heights, Michigan
- Kingston upon Thames[4]